# حسین‌علی‌لار (جبراییل)
حسین‌علی‌لار (ترکی آذربایجانی: Hüseynalılar) یک منطقهٔ مسکونی در جمهوری آرتساخ است که در استان کاشاتاق واقع شده‌است.